# 10980 Breimer
10980 Breimer (4294 T-2) là một tiểu hành tinh vành đai chính. Nó được đặt theo tên Douwe Breimer, rector magnificus và president of the Executive Board thuộc Leiden University.